# Kiethevez
Kiethevez är ett svenskt electropopband från Göteborg bildat 1991.
Det första albumet Three Empty Words släpptes 1994. Den andra singeln från albumet, "Anything Higher", mottogs positivt.
I oktober 1997 släpptes första singeln "Can’t See This", och strax därefter bandets andra album, Opium. 1998 valdes Opium till årets tredje bästa album på SAMA (Swedish Alternative Music Awards) och i september samma år släpptes singeln ”Erina”. Samma månad släpptes ”One Roman Choir” som singel för den amerikanska marknaden.
Efter en del spelningar i Sverige beslutade bandets medlemmar att ta en paus.
I augusti 2001 övertalades Kiethevez att spela på Göteborgskalaset, vilket fick bandet att besluta att börja arbeta tillsammans igen. Från 2002 och ett par år framåt komponerades ett trettiotal nya låtar. I mars 2008 skrev Kiethevez kontrakt med det amerikanska independent-bolaget A Different Drum och samma år släpptes bandets album Non-binary.
Efter många års uppehåll släppte bandet EP:n Binary 2021 och EP:n Switch 2025.

## Bandets medlemmar
- Jesper Palmqvist (sång)
- Per-Henrik Sandeskär
- Jörgen Falmer
- Tomas Amneskog

## Diskografi
- 1993 ”Replenish My Mind” – CDM
- 1994 “Three Empty Words” – CD-album
- 1995 ”Anything Higher/Nothing I Can Do” – CDM
- 1995 “Destinies” – CDM
- 1997 ”Three Empty Words US Version” - CD-album (US)
- 1997 “År som blad” – CDS
- 1997 ”Can’t See This” – CDM
- 1997 “Opium” – CD-album
- 1998 ”One Roman Choir” – CDM (US)
- 1998 “Erina” – CDM
- 2008 “Non-binary” – CD-album
- 2021 ”Binary” - Digital EP
- 2025 "Switch" – Digital EP